# 大石芳野
大石 芳野（おおいし よしの、1944年5月28日 - ）は日本の報道写真家。元東京工芸大学芸術学部教授。日本ペンクラブ会員。

## 人物
東京都出身。日本大学藝術学部写真学科卒。戦争、内乱後の市民に目を向けたドキュメンタリー作品を手がけ、ベトナム戦争、カンボジアの虐殺、スーダンのダルフールの難民、原爆の広島の人々などを取材。2004年から、世界平和アピール七人委員会委員。現在の研究課題は、『フォトジャーナリズムの変遷と動向』そして『フォトジャーナリズムから見た戦争と平和における民衆』。常用機材は、ライカM6（Summilux-M 1:1.4/35）。人々の生活が戦争や紛争で妨げられて命を奪われている惨状を世界に伝えている。

## 受賞歴
- 日本写真協会年度賞（1982年） - 『無告の民』[3]
- 芸術選奨新人賞（1994年）
- 土門拳賞（2001年） - 『ベトナム 凛と』[3]
- 紫綬褒章（2007年）[3]
- 日藝賞（2008年）[3]

## 写真集・著書
- 「あの日、ベトナムに枯葉剤がふった」 -- くもん出版、1992.11. --（くもんのノンフィクション・愛のシリーズ ; 23）
- 「アフガニスタン戦禍を生きぬく」-- 藤原書店、2003.10
- 「愛しのニューギニア」-- 学習研究社、1978.2
- 「生命の木」-- 草土文化、1998.10
- 「沖縄に活きる」-- 用美社、1986.8
- 「沖縄の原像」（仲程昌徳、大石芳野.共著）-- ニライ社、1988.5
- 「沖縄若夏の記憶」-- 岩波書店、1997.6
- 「隠岐の国」-- くもん出版、1984.7
- 「女の国になったカンボジア」-- 潮出版社、1980.12
- 「活気あふれて長い戦争のあと」-- 草土文化、1997.3. --（アジアの子どもたち）
- 「悲しみのソビエト」-- 講談社、1991.6
- 「カメラを肩に見た世界」-- 労働旬報社、1993.11. --（メッセージ21）
- 「カンボジア苦界転生」-- 講談社、1993.11
- 「声・映像・ジャーナリズム」--フェリス女学院大学. -- フェリス女学院大学, 2005.3
- 「コソボ絶望の淵から明日へ」-- 岩波書店、2004.4. --（岩波フォト・ドキュメンタリー世界の戦場から）
- 「コソボ破壊の果てに」-- 講談社、2002.6
- 「子ども戦世のなかで」-- 藤原書店、2005.10
- 「証言する民」-- 講談社、1984.4
- 「少年パパニー」-- 弥生書房、1983.10
- 「闘った人びと」-- 講談社、1988.10. --（講談社文庫）
- 「魂との出会い」（大石芳野、鶴見和子.共著）-- 藤原書店、2007.12
- 「小さな草に」-- 朝日新聞社、1997.4
- 「花黙し」-- ブロンズ社、1979.11
- 「パプア人」-- 平凡社、1981.3
- 「Hiroshima半世紀の肖像」-- 角川書店、1995.3
- 「ベトナム凛と」-- 講談社、2000.10
- 「ベトナムは、いま」-- 講談社、1985.4. --（講談社文庫）
- 「見える日本、見えない日本」（養老孟司.共著）-- 清流出版, 2003.12
- 「無告の民」-- 岩波書店、1981.11
- 「『夜と霧』をこえて」-- 日本放送出版協会、1988.9
- 「夜と霧は今」-- 用美社、1988.12
- 「ワニの民」-- 冬樹社、1983.7
- 「＜不発弾＞と生きる　祈りを織る　ラオス」-- 藤原書店、2008.1

## その他

### ドキュメンタリー
- ETV特集「女たちの戦争画」（2022年8月27日、NHK Eテレ）[4]
- 「春子と節子　“女流”画家を超えて」（2023年3月9日、NHK BS1）[5]